# Euptychium mucronatum
Euptychium mucronatum är en bladmossart som beskrevs av Georg Ernst Ludwig Hampe 1874. Euptychium mucronatum ingår i släktet Euptychium och familjen Pterobryaceae. Inga underarter finns listade i Catalogue of Life.